# Coleotechnites edulicola
Coleotechnites edulicola is een vlinder uit de familie van de tastermotten (Gelechiidae). De wetenschappelijke naam van de soort is voor het eerst geldig gepubliceerd in 1978 door Hodges & Stevens.